# Alberto Cougnet
Alberto Cougnet (Nizza Marittima, 1850 – Morcote, 7 settembre 1916) è stato uno scrittore, giornalista e medico italiano.

## Biografia
Era figlio di Carlo, funzionario sabaudo che lasciò Nizza nel 1860 quando fu annessa alla Francia: lui invece rimase nella città natale fino alla morte del padre, avvenuta nel 1889 a Reggio Emilia, dove Carlo lavorava come direttore dei Monopoli di Stato. Così anche Alberto, come il genitore e i tanti protagonisti del lungo esodo nizzardo, emigrò in Italia, stabilendosi nella villa paterna ereditata nella città emiliana. Intorno al 1900, Alberto si trasferì poi a Milano.
Cougnet pubblicò tre opere culinarie, ovvero I piaceri della tavola (1903), Il ventre dei popoli (1905) e L’Arte cucinaria in Italia (1910-1911), opera in due volumi a cui collaborarono diversi cuochi e autori di libri di cucina. Oltre ad essere stato il primo testo culinario libero dalla terminologia francese, L’Arte cucinaria in Italia è considerata uno dei capolavori della letteratura gastronomica italiana. Delle migliaia di ricette ivi presenti si possono segnalare il pomidoro ripieno "alla Garibaldi", I "cougnettini" (dei paninetti al burro e uova), e una prima versione dei cetrioli alla Duse. Cougnet scrisse anche le prefazioni di libri per chef e pasticceri come Giuseppe Ciocca e Attilio Peruzzotti.
Dal 1909, Cougnet iniziò a dirigere la Rivista Italiana d’Arte Culinaria milanese. Durante la sua permanenza, la Rivista divenne l'organo ufficiale del Circolo Gastronomico di Milano.
Cougnet viene anche ricordato per essere stato il primo collezionista di menù in Italia. La sua collezione verrà ceduta dapprima al conte Livio Cerini, e, successivamente, all'Academia Barilla di Parma, ove è ancora oggi conservata.
Oltre a occuparsi di cucina, Cougnet era un appassionato di sport. Scrisse un saggio sulle lotte praticate in vari Paesi (Le lotte libere moderne, 1912), lavorò nel giornalismo sportivo, ed era uno spadaccino. Era anche un medico, e scrisse numerose pubblicazioni di carattere scientifico.
Cougnet morì nella sua villa a Morcote, in Svizzera: nel darne l'annuncio, il Corriere lo descrisse come « spirito colto e raffinato, buongustaio dotto e raffinato » che giunto a Milano da Reggio Emilia « aveva saputo circondarsi di amicizie e di simpatie per la grande bontà, il giovanile entusiasmo e la versatilità dell'ingegno. »

## Vita privata
Nel luglio 1884 la figlia Velleda, di otto anni, morì a Reggio Emilia, dov'è sepolta.
Nel 1886, a Nizza, è fra i fondatori e consiglieri d'amministrazione della “Società Italiana di Soccorso”, un'associazione di beneficenza così motivata dal giornale cittadino L'Ami des Arts, rivista di teatro cui Alberto collabora: « era urgente e necessarissima l'istituzione d'una società italiana di beneficenza a Nizza; era pur necessario trovare il modo di radunare la fronde sparte di questa colonia che vive sconosciuta, divisa e fors'anco poco rispettata. »
Dal 1890 risulta nel Corpo Sanitario Militare della Milizia Territoriale, sottotenente medico nel VI Corpo d'armata, 116º battaglione.
Suo figlio Armando (1880-1959) è passato alla storia per essere stato il primo organizzatore del Giro d'Italia.

## Opere (elenco parziale)
- Sulle spiagge del mare : appunti di climatologia, balneoterapia, e botanica marina ... con tavole annesse, Reggio nell'Emilia, F.lli Degani e Gasparini, 1877.
- Descrizione cosmografica climaterica fluviale ed agricola del circondario di Savona nell'anno 1879, Savona, A. Ricci, 1880.
- La scienza dell'armi nell'epopea del Tasso, Reggio nell'Emilia, G. Degani, 1895.
- Teoria dell'assalto e confronto con quella svolta dal Tasso nei suoi poemi, preceduta da brevi cenni sulla evoluzione naturale e storica della scherma, 1895, G. Degani, 1895.
- Lazzaro Spallanzani e i primi albori della biologia moderna, Reggio nell'Emilia, G. Bertani, 1899.
- I piaceri della tavola: contributo alla storia della cucina e della mensa, Torino, F.lli Bocca, 1903.
- Il ventre dei popoli: saggi di cucine etniche e nazionali, Torino, F.lli Bocca, 1905.
- Pugilato e lotta per la difesa personale: box inglese e francese, Milano, Hoepli, 1898.
- L’arte cucinaria italiana, Milano, Succ. Wilmant, 1910.
- La lotta greco-romana sul tappeto, Milano, Hoepli, 1912.
- Le lotte libere moderne: lotta svizzera, lotta islandese, lotte giapponesi, lotta americana, lotta turca, Milano, Hoepli, 1912.